# Теш (фараон)
Теш (такође познат као Тјеш и Тхеш) је био прединастички фараон древног Египта. Он је био фараон који је владао у делти Нила.Једини запис у којем се спомиње његово име је Камен из Палерма где се налазе имена свих прединастичких фараона. Он је највероватније наследник фараона Тиуа. Његов наследник је највероватније био Нехеб.